# Национален клуб за фентъзи и хорър „Конан“
Националният клуб за фентъзи и хорър „Конан“ е създаден през 2001 година в София от фенове, издатели и писатели, пристрастни към фентъзи-литературата.
Той обединява почитатели на известния жанр от всички възрасти. Провежда ежеседмични сбирки, в които те могат да обсъждат всичко, което ги вълнува относно любимия им жанр.
Клубът връчва и ежегодни награди, с които отличава най-добрите издадени книги, най-големите фенове и най-добрите сайтове. Патрон на клуба, дал и неговото име, е знаменитият варварин Конан, измислен от писателя Робърт Е. Хауърд.
До 2004 година клубът е ръководен от Пламен Митрев. От 2005 година насам клубът се председателства от Александър Драганов. От 2009 година той вече е официален клуб към столичния Дом на културата „Средец“.